# Maciej Golubiewski
Maciej Benedykt Golubiewski (ur. 7 maja 1976 w Łodzi) – polski politolog i dyplomata, od 2017 do 2020 konsul generalny w Nowym Jorku.

## Życiorys
Zdał maturę międzynarodową w United World College of the Atlantic w Wielkiej Brytanii (1995). Absolwent filozofii, politologii i ekonomii na Washington and Lee University (Bachelor of Arts, 1999) oraz politologii na Johns Hopkins University (Master of Arts, 2005).
Przez dziesięć lat mieszkał w Waszyngtonie pracując w konsultingu biznesowym oraz współpracując z organizacjami pozarządowymi, think tankami i uniwersytetami. Był stażystą w biurze senatora USA Richarda Lugar’a. W latach 2005–2008 był doktorantem na Johns Hopkins University i Uniwersytecie w Mannheim. W 2008 rozpoczął pracę w Komisji Europejskiej w Brukseli, a w 2011 w nowo powstałej Europejskiej Służbie Działań Zewnętrznych. Zajmował się polityką regionalną wschodniej Afryki i krajów Oceanu Indyjskiego, uczestnicząc w negocjacjach handlowych z blokiem gospodarczym AKP. Od 2014 do 2016 roku był zastępcą ambasadora UE w Delegaturze UE w Bejrucie i jej szefem sekcji politycznej i medialnej. Od 2017 do 2020 był Konsulem Generalnym w Nowym Jorku. W październiku 2019 otrzymał nominację na szefa gabinetu komisarza UE ds. rolnictwa, Janusza Wojciechowskiego.
Zasiada w komitecie doradczym na The Catholic University of America. Był ekspertem w Instytucie Sobieskiego i Fundacji Narodowe Centrum Studiów Strategicznych.
Posługuje się językiem angielskim i francuskim.
Syn Marka Golubiewskiego, działacza NSZZ „Solidarność”.